# Hainansångare
Hainansångare (Phylloscopus hainanus) är en fågel i familjen lövsångare inom ordningen tättingar. Den förekommer enbart på den kinesiska ön Hainan och beskrevs som ny art för vetenskapen så sent som 1993.

## Kännetecken

### Utseende
Hainansångaren är en liten (10-11) och slank lövsångare. Ovansidan är livfullt grön med två breda, gulaktiga vingband. På huvudet syns gröna laterala längsgående hjässband och ett blekgult centralt, ett varmgult ögonbrynsstreck och ett tydligt mörkt ögonstreck. Undersidan är varmgul och de två yttre stjärtpennorna har vitt på innerfanet. Vitstjärtad kronsångare är blekare under med mörkare hjässband, medan indonesisk sångare och svartbrynad sångare saknar vitt i stjärten.

### Läten
Lätet är ett "pitsitsui", "pitsiu" eller "pitsi-pitsu". Sången är ett högfrekvent "tsitsisui-tsisui ... titsu-titsui-titsui".

## Utbredning och status
Hainansångaren förekommer enbart i bergstrakter på ön Hainan i södra Kina där den endast är känd från åtta lokaler. Världspopulationen uppskattas till endast 1500–7000 individer och den tros minska i antal till följd av habitatförstörelse och degradering. Internationella naturvårdsunionen IUCN kategoriserar den därför som sårbar. Lokalt är den dock vanlig, med flockar på upp till 40 individer noterade.

Hainans läge i Kina.

## Levnadssätt
Hainansångaren hittas i bergsskog och buskmarker på mellan 640 och 1500 meters höjd. Den kan möjligen tidigare ha förekommit på lägre nivåer där mycket lite återstående skog finns kvar. Flygga ungar och bon har noterats i april.

## Systematik

### Släktestillhörighet
DNA-studier visar att släktet Phylloscopus är parafyletiskt gentemot Seicercus. Dels är ett stort antal Phylloscopus-arter närmare släkt med Seicercus-arterna än med andra Phylloscopus (däribland claudiasångaren), dels är inte heller arterna i Seicercus varandras närmaste släktingar. Olika taxonomiska auktoriteter har löst detta på olika sätt. De flesta expanderar numera Phylloscopus till att omfatta hela familjen lövsångare, vilket är den hållning som följs här. Andra flyttar bland andra hainansångare till ett expanderat Seicercus.

### Familjetillhörighet
Lövsångarna behandlades tidigare som en del av den stora familjen sångare (Sylviidae). Genetiska studier har dock visat att sångarna inte är varandras närmaste släktingar. Istället är de en del av en klad som även omfattar timalior, lärkor, bulbyler, stjärtmesar och svalor. Idag delas därför Sylviidae upp i ett antal familjer, däribland Phylloscopidae. Lövsångarnas närmaste släktingar är familjerna cettior (Cettiidae), stjärtmesar (Aegithalidae) samt den nyligen urskilda afrikanska familjen hylior (Hyliidae).